# 郵便貯金目減り訴訟
郵便貯金目減り訴訟（ゆうびんちょきんめべりそしょう）とはインフレーションにより郵便貯金の実質価値が下がったことについて国家賠償が認めれるかが争われた、日本の訴訟。

## 概要
京阪神に住むゼンセン同盟組合員17名と一般市民9名の計26名は、1973年6月から1974年1月にかけてインフレーション（狂乱物価）が起こったことにより、大阪市の消費者物価が26%上がったため、郵便貯金の実質価値が下がり、26名の郵便貯金は全体で計約380万円が目減りし、インフレーションは第2次田中角栄内閣の経済政策等の誤りであるとして国家賠償法に基づく賠償を求めて提訴した。なお、事件当時の郵便貯金事業は、郵政省による国営であった。
1975年10月1日に大阪地方裁判所は「経済政策の決定は政治の政治的な自由裁量に委ねられており、政治に責任を負う立場にない裁判所の司法判断には本質的に適さない」「郵便貯金法には目減り分を請求できるという権益はなく、金銭債権は券面額で支払えば足りる」として原告の請求を棄却した。原告は控訴したが、1979年2月26日に大阪高等裁判所は政府の経済政策の法的判断に入らずに控訴を棄却した。原告は「政府が経済政策を行うについては、物価の安定、完全雇用の維持、国際収支の均衡、適切な経済成長の維持の四つが政策目標となるが、政府がこのうち特に物価の安定への対応を誤り、インフレを促進したのは違法行為でインフレによる損害に対し、国は賠償責任がある」と主張して上告した。
1982年7月15日に最高裁判所は「原告らが言う各政策目標を調和的に実現するために政府がその時々の内外情勢の下で具体的にどのような措置を取るべきかは、ことの性質上、もっぱら政府の裁量的な政策判断に委ねられている」「仮に政府が政策判断を誤り、又は措置が適切ではなかったため、政策目標を達成することができず、または目標に反する結果を招いたとしても、義務違反や違法行為として国家賠償法上の損害賠償責任の問題は生じない」として上告を棄却し、原告の敗訴が確定した。